# 溫什科姆
溫什科姆（Winchcombe）是英格蘭格洛斯特郡科茨沃爾德地區的一個集鎮，在行政區劃上屬蒂克斯伯里。據2011年英國人口普查，溫什科姆有人口4,538人。米其林星級餐5 North Street位於溫什科姆。